# Ucalégon
Dans la mythologie grecque, Ucalégon (en grec ancien Οὐκαλέγων / Oukalégôn) est un personnage troyen de la guerre de Troie. C’est l'un des Anciens, sages de la ville de Troie, vieillards trop vieux pour combattre, réunis près des Portes Scées aux côtés du roi Priam.
Dans l’Iliade, il est cité lors de l'épisode d’Hélène sur les remparts. Dans l’Énéide, Énée raconte à Didon que les palais d’Ucalégon et de Déiphobe sont les premiers qu'il voit réduits en cendres.